# 15019 Gingold
15019 Gingold è un asteroide della fascia principale. Scoperto nel 1998, presenta un'orbita caratterizzata da un semiasse maggiore pari a 2,2067068 UA e da un'eccentricità di 0,1292868, inclinata di 3,09596° rispetto all'eclittica.